# Diamond Springs
Diamond Springs és una concentració de població designada pel cens dels Estats Units a l'estat de Califòrnia. Segons el cens del 2000 tenia 4.888 habitants.

## Demografia
Segons el cens del 2000, Diamond Springs tenia 4.888 habitants, 1.984 habitatges, i 1.327 famílies. La densitat de població era de 317,7 habitants per km².
Dels 1.984 habitatges en un 28,4% hi vivien nens de menys de 18 anys, en un 52,9% hi vivien parelles casades, en un 10,9% dones solteres, i en un 33,1% no eren unitats familiars. En el 27% dels habitatges hi vivien persones soles el 16,8% de les quals corresponia a persones de 65 anys o més que vivien soles. El nombre mitjà de persones vivint en cada habitatge era de 2,45 i el nombre mitjà de persones que vivien en cada família era de 2,98.
Per edats la població es repartia de la següent manera: un 24,3% tenia menys de 18 anys, un 6,1% entre 18 i 24, un 25% entre 25 i 44, un 23% de 45 a 60 i un 21,6% 65 anys o més.
L'edat mitjana era de 42 anys. Per cada 100 dones de 18 o més anys hi havia 86,3 homes.
La renda mitjana per habitatge era de 36.449 $ i la renda mitjana per família de 40.833 $. Els homes tenien una renda mitjana de 35.844 $ mentre que les dones 26.500 $. La renda per capita de la població era de 19.466 $. Entorn del 8,4% de les famílies i el 10,7% de la població estaven per davall del llindar de pobresa.

## Poblacions properes
El següent diagrama mostra les poblacions més properes.